# ひめゆりの塔

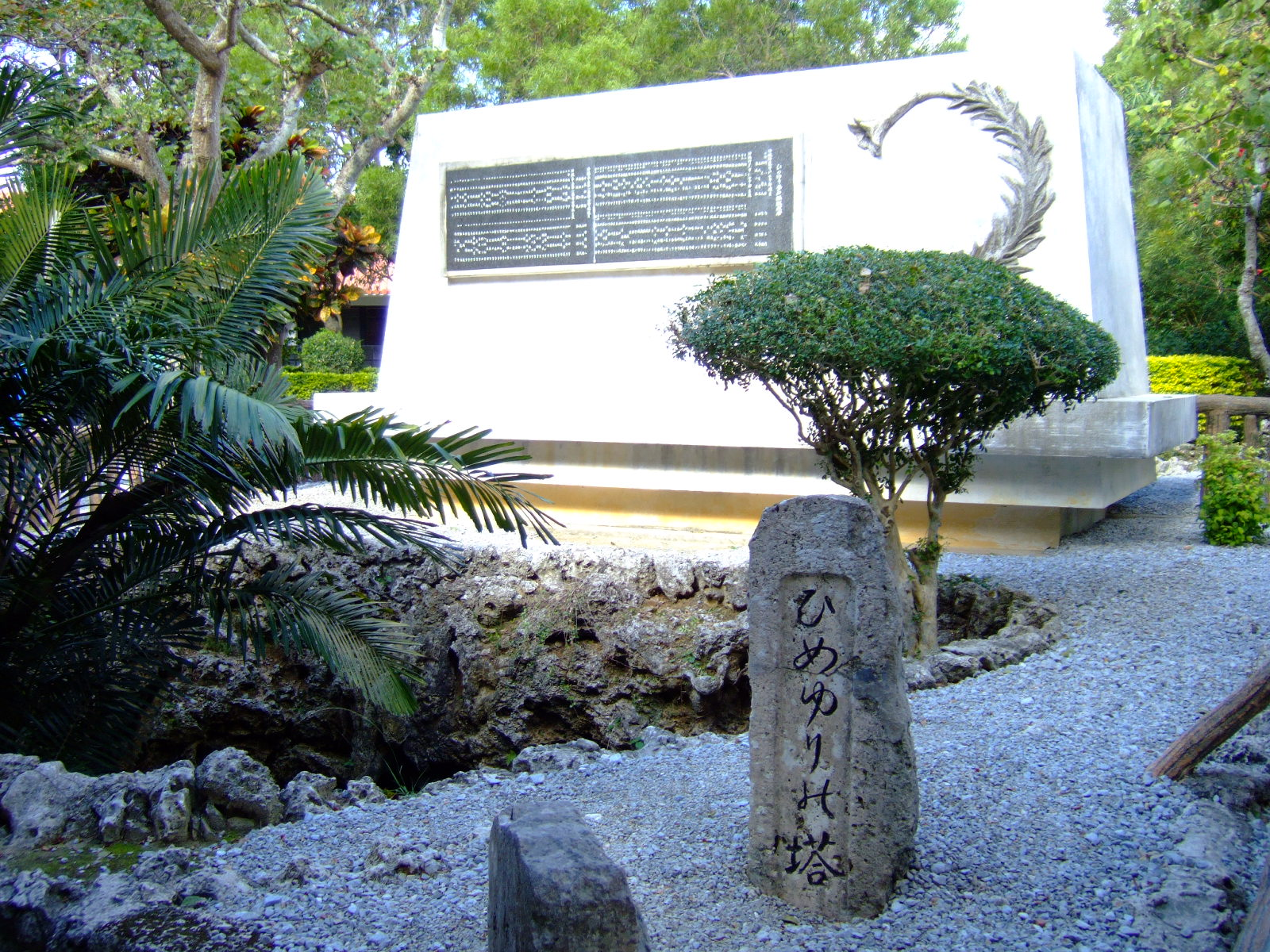
初代のひめゆりの塔（手前）: 奥に見えているのが2代目のひめゆりの塔、裏には納骨堂がある。ふたつのひめゆりの塔の間に口を空けているのが第三外科壕。その壕は深さ14ｍあり当時はハシゴで昇り降りしていた。

ひめゆりの塔（ひめゆりのとう）は、沖縄戦末期に沖縄陸軍病院第三外科が置かれた壕の跡に立つ慰霊碑。現在の沖縄県糸満市にある。1946年4月7日除幕。

## 概要
慰霊碑の名称は、第二次世界大戦末期に第三外科壕に学徒隊として従軍していたひめゆり学徒隊にちなんでいる。「ひめゆり」は学徒隊員の母校、沖縄県立第一高等女学校の校誌名「乙姫」と沖縄師範学校女子部の校誌名「白百合」とを組み合わせた言葉で、元来は「姫百合」であったが、戦後ひらがなで記載されるようになった。なお、植物のヒメユリとは関係がない。
「塔」と名はついているが、実物は高さ数十センチメートルでそれほど高くはない。これは、終戦直後の物資難な時代に建立された事と、アメリカ軍統治下に建立されたという事情によるものである。また、この種の慰霊碑は、沖縄県（特に沖縄本島）には非常に多くあり、ひめゆりの塔はそれらのうちで一番古いものではない（最古のものは、ひめゆりの塔と同じく金城夫妻らが米須霊域に建てた「魂魄の塔」（こんぱくのとう）であるとされている）。しかし、1949年に石野径一郎によって碑に関する逸話が小説化されると、直後に戯曲化され、さらに同名の映画が作られ有名となった。沖縄戦の過酷さ、悲惨さを象徴するものとして、現在でも参拝する人が絶えない。
ひめゆりの塔から外科壕跡を挟んだ奥には慰霊碑（納骨堂）が建てられており、さらに、その奥には生存者の手記や従軍の様子などを展示した「ひめゆり平和祈念資料館」がある。また、敷地内や隣地には沖縄戦殉職医療人の碑など複数の慰霊碑や塔が建てられている。

## 歴史
1945年3月24日、沖縄師範学校女子部と沖縄県立第一高等女学校の女子生徒及び職員総計240名（教師18名・生徒222名）は、南風原にある沖縄陸軍病院に看護要員として従軍した。しかしその後激しい戦闘が続き、日本軍の防衛戦が前田高地附近に撤退した4月24日頃には山容が変わるほどの激しい砲撃にさらされるようになったため、5月25日には陸軍病院そのものが回復の見込みのない負傷兵・学徒を置き去りにして南部の伊原・山城周辺に撤退し、分散して地下壕に潜んだ。この際患者を収容する壕が確保できなかったために負傷兵は原隊への復帰が命じられ、病院としての機能は失われていたという。
戦局が絶望的になると、6月18日、学徒隊は解散を命じられる（看護婦採用試験合格者を除く）。しかし、既に沖縄のほぼ全域をアメリカ軍が支配しており、また周辺も既に激しい砲撃にさらされていたため、地下壕から出ることはほとんど死を意味した。
最も被害を受けたのは第三外科壕の学徒隊である。第三外科壕は19日朝、黄燐手榴弾などの攻撃を受け、壕にいた96名（うち教師5名・生徒46名）のうち、87名が死亡した。さらに壕の生存者8名のうち教師1名(玉代勢秀文)と生徒2名(本科二年生:仲田ヨシ､予科二年生:又吉キヨ)は壕脱出後に銃撃を受ける若しくは砲撃を被弾して死亡したとみられる(脱出後に行方不明)。従って、第三外科壕にいた人々のうち沖縄戦終結まで生き残ったのはわずかに5名（ひめゆり学徒隊の生徒が4名、軍医が1名）のみである。文学作品などでは、発煙弾である黄燐手榴弾の攻撃を毒ガス弾によるものと誤認しているが、毒ガス手榴弾は米軍では使用していなかった。なお、化学兵器になると現地司令官の裁量で使用出来るものではなく、使用には少なくとも方面軍司令官の命令が必要になる。
第一外科壕、第二外科壕は、アメリカ軍の攻撃を事前に察知し、19日未明までに地下壕から脱出した（そのうちの一部は第三へ避難）。しかしこれらの学徒隊もその後の激しい戦闘で多くが死亡した。職員を含むひめゆり学徒隊240名中、死亡者は生徒123名、職員13名であるが、このうち解散命令以後に死亡したのは117名で全体の86%にものぼり、さらに判明しているだけでも全体の35%にあたる47名が第三外科壕に攻撃があった6月19日に亡くなっている。
戦後、戦死した生徒の親である金城和信らによって壕が発見される。その後、アメリカ軍によってこの地に住むことを命じられて住んでいた真和志村の人らによって遺骨が集められ、4月に慰霊碑が建てられた。
ひめゆり学徒隊という名称は動員当時から存在したが（ただしひらがな書きが用いられるようになったのは上述の通り戦後になってから）、兵士らにとっては所属校がどこであるかはほとんど問題にならなかったので、実際にはこの呼称はほとんど用いられず、学生さん、学徒、などと呼ばれていたという。なお、ひめゆり学徒隊以外にも他の学校の生徒を集めて作られた学徒隊は別にあり、それぞれ所属校にちなんだ名称がついていた（県立首里高等女学校のずゐせん学徒隊などが有名）。これらの学徒隊もほぼ同様の運命をたどり、それぞれの名にちなんだ慰霊碑が建てられている。なお、併設されているひめゆり平和祈念資料館開館20周年を記念して2009年（平成21年）6月23日（沖縄慰霊の日）に全面改修され、これまで記載漏れがあった生徒の名前が新たに記された。

## 事件
- ひめゆりの塔事件－1975年に皇太子夫妻がひめゆりの塔を訪問した際に、新左翼過激派が皇太子夫妻の足元に火炎瓶を投げつけた事件。詳細は上記同項目。
- 西田昌司参議院議員の舌禍事件－2025年5月3日、西田昌司参院議員（自民党）が、那覇市での憲法に関するシンポジウムで、塔の『ひめゆり学徒隊』の説明について、「日本軍がどんどん入ってきて、ひめゆりの隊が死ぬことになった。そしてアメリカが入ってきて沖縄が解放されたという文脈で書いてある」「歴史を書き換えられると、こういうことになっちゃう」といった発言を行った[2][3]。これについて、西田はマスコミに対し、かつて現地で展示を見て、そういう印象を持ったと述べた[4][2]。ひめゆり平和祈念資料館はそのような記述は現在も過去もないとし、玉城デニー沖縄県知事は報道陣に「認識錯誤も甚だしい」と語った[4]。野党のみならず自民党内からも批判の声があがった[5]。

## ひめゆり平和祈念資料館
1989年、ひめゆりの塔の隣接地に建てられた。

## ひめゆりの塔をテーマとした作品
ひめゆりの塔をテーマとした作品はいくつかあるが、いずれも一部脚色されており、事実を正確に伝えているものではない。その中でも2007年に公開されたドキュメンタリー映画『ひめゆり』では、生存者の証言映像を基に構成され、また生存者による監修がなされている事から、他の映画作品とは趣を異にしている。また新里堅進作画の『水筒〜ひめゆり学徒隊戦記〜』は登場人物の名前は一部変更しているが、仲宗根政善（故人。『水筒〜ひめゆり学徒隊戦記〜』では彼を中心に話が進んでいる。作中では仲嶺に変更。）他関係者からの聞き取り調査を元に構成しており、概ね史実に沿って物語が描かれている。
- 作品一覧

## 文献
- 石野径一郎『ひめゆりの塔』（講談社文庫）、1988年、ISBN 4061313886
- 伊波園子『ひめゆりの沖縄戦　一少女は嵐のなかを生きた』（岩波ジュニア新書）岩波書店、1992年6月、ISBN 4005002072
- 香川京子『ひめゆりたちの祈り―沖縄のメッセージ』（文庫） 1993年7月
- 小林照幸『21世紀のひめゆり』毎日新聞社、2002年11月、ISBN 462031580X
- 仲宗根政善編著『ひめゆりの塔をめぐる人々の手記』（改版、角川文庫）、1995年3月、ISBN 4041515017
- 宮城喜久子『ひめゆりの少女 十六歳の戦場』高文研、1995年6月、ISBN 4874981607
- 宮良ルリ『私のひめゆり戦記』ニライ社、1995年、ISBN 4880241768
- 吉田司『ひめゆり忠臣蔵』（増補新版）、太田出版、2000年7月、ISBN 4872335317
- 和歌森太郎ほか『語りつごうアジア・太平洋戦争 8 ひめゆり学徒隊』岩崎書店、1995年1月、ISBN 426504428X
- 『ひめゆり平和祈念資料館ガイドブック』（新版）、2004年8月
- 『ひめゆり平和祈念資料館 資料集3 ひめゆり学徒隊』、2004年12月
- 財団法人沖縄県女師・一高女ひめゆり同窓会『続ひめゆり -女師・一高女沿革誌続編-』、2004年6月

## アクセス
バス路線
- 「ひめゆりの塔前」バス停
82番（玉泉洞糸満線）　琉球バス交通　※平日、土曜、休日とも1時間に1本程度の運行。
107番（南部循環（真壁廻り）線）　琉球バス交通　※平日、土曜、休日とも1 - 2時間に1本程度の運行。
108番（南部循環（喜屋武廻り）線）　琉球バス交通　※平日は1 - 2時間に1本程度、土曜、休日は2 - 4時間に1本程度の運行。

## 周辺

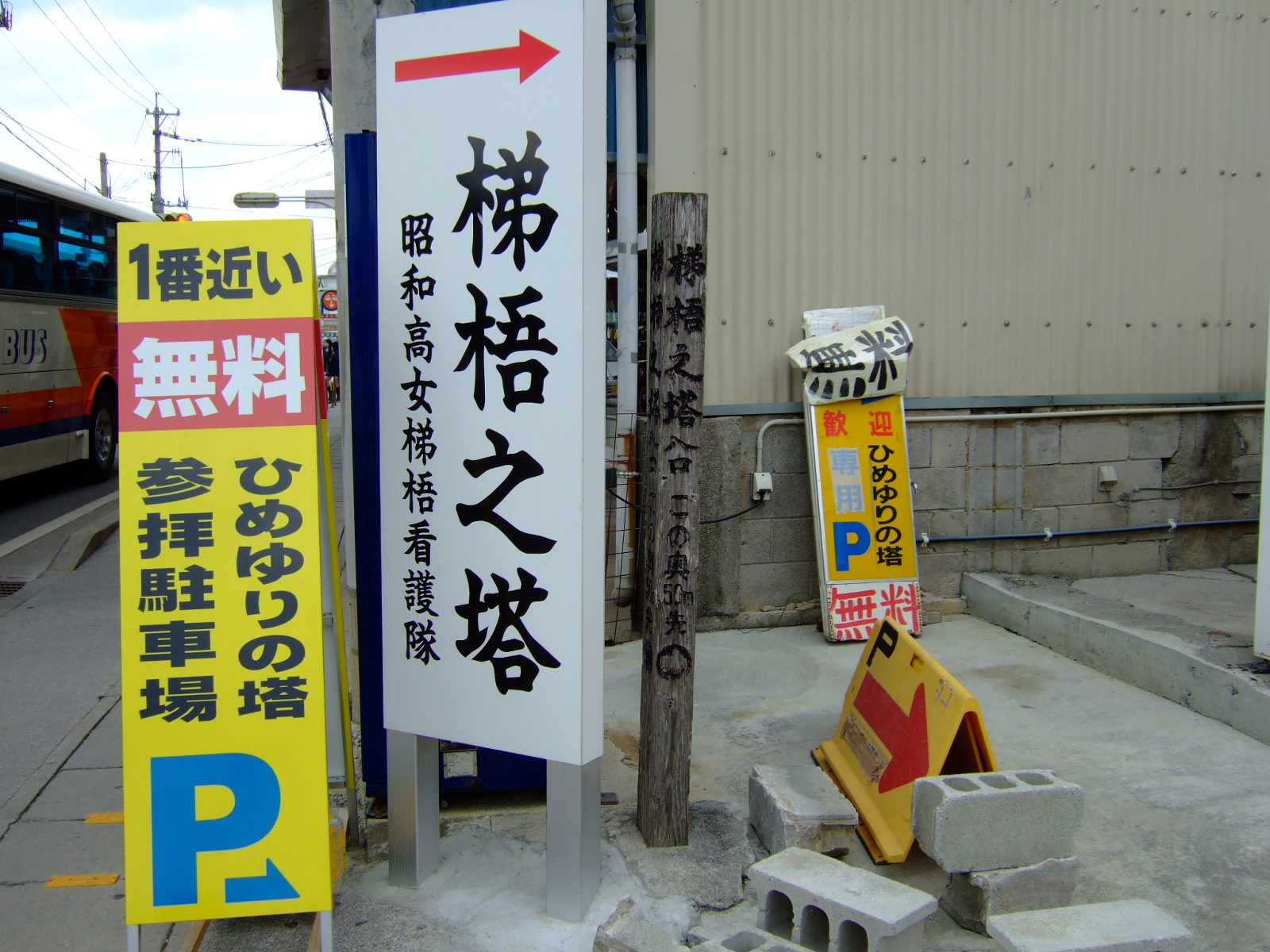
梯梧の塔入口: 白い看板は最近立てられたもの

敷地内に複数の慰霊碑などがある他、東側の隣地（土産物販売店の奥）には「梯梧の塔」（でいごのとう）が建てられている（読谷村にある同名の塔とは別のもの）。また、敷地の前の道路を西に1〜2分歩いたところに第一外科壕跡への入口があり（壕へはそこから南に徒歩で1〜2分）、南西に車で5分ほどのところには山城陸軍病院本部壕跡がある（敷地前の道路を西に行くと案内標識が立っているが、その先の道はわかりにくい）。敷地前の道を西へ車で5〜10分ほど行った糸洲地区には第二外科壕跡が残っている。
米須霊域や平和祈念公園へは車で約5〜10分。米須霊域への分岐点（車で1〜2分）附近には、「ずゐせんの塔」や「ひむかいの塔」など複数の慰霊塔がある。
この他、周辺には数多くの慰霊塔や慰霊碑が散在している。
本島南端の荒崎海岸には「ひめゆり散華の跡」碑がある。2006年6月に案内標識が設置された（平和創造の杜公園西方の糸豊環境美化センター附近から）。
なお、「ひめゆりの塔」の敷地に入ってすぐ左手にもガマ (洞窟)があるが、これは避難壕の跡ではない。生存者の証言に「附近の掃討戦が落ち着いたあと（8月頃）第三外科壕に行ったら、近くのガマが米兵のゴミ捨て場になっており、食べ残しや未開封の缶詰、菓子などが捨てられたため、食糧調達にもってこいであった」というようなものがあるが、これがそのガマである。

## 備考
- ひめゆり平和祈念資料館内には第三外科壕を底から見上げた形で原寸大のジオラマが作られている。また、同じく館内には南風原陸軍病院壕の一部を再現した原寸大模型があり、そこで以前は語り部の証言を直接聴くことができたが、語り部の高齢化により、2004年4月のリニューアル以後は証言映像の上映に切り替えられた。
- 「ひめゆりの塔の記」に記されている人数には、沖縄陸軍病院動員以外の人数が含まれている。詳しくは「ひめゆり学徒隊」の項を参照のこと。
- 金城夫妻らが建てたものとしてさらに「健児の塔」（平和祈念公園内）があり、これが「魂魄の塔」「ひめゆりの塔」に続く3番目の塔であるとされている。
- ひめゆりの塔が建つ伊原第三外科壕や、附近の陸軍病院関係の壕（第一・第二外科壕、大田壕、山城本部壕など）は避難していた民間人を追い出して軍用壕としたもの（いわゆる「追い出し壕」）だといい、その住民の犠牲を悼む「赤心の塔」がひめゆり平和祈念資料館入口左奥に建てられている。この事実は、有名となった哀話の裏に潜むもう一つの悲劇の存在を今に伝えている。
- 戯曲化や映画化などによって「沖縄戦の悲劇」の存在を世に知らしめたことは一定の評価がなされているが、その一方で「ひめゆり」にのみ世論の関心が集中したことでその他の学徒隊や慰霊碑などの存在を霞ませてしまったという指摘もある。実際、他の学徒隊については、詳しい状況がほとんど明らかになっていない。
- 1975年（昭和50年）7月17日、ひめゆりの塔を訪問中の皇太子・明仁親王・美智子夫妻に対し、沖縄解放同盟と共産主義者同盟（戦旗派）〔西田派〕の活動家が火炎瓶を投擲した（ひめゆりの塔事件）。